# Raif Mircelovski
Raif Mircelovski (29 de Novembro de 1984, Macedônia) é um futebolista macedônio que joga como goleiro pelo Bylis Ballsh da Albânia .